# Canal Parlamento
Canal Parlamento est une chaîne de télévision thématique espagnole qui a pour ambition de mieux faire connaître les différents aspects et missions du parlement espagnol.

## Histoire
Canal Parlamento est lancée au mois d'avril 2000, lors de la VII législature.
En mars 2017, Telefónica devient le distributeur sur le cable de la chaîne.

## Description
Les émissions de Canal Parlamento mêlent documentaires, émissions et chroniques politiques et retransmissions (en direct et en différé) des sessions de la chambre des députés.
Ses images sont distribuées aux chaînes de télévision nationales et/ou internationales qui en font la demande. Elles sont également cédées aux différentes institutions et administrations d'État, aux partis politiques, et plus généralement à tout organisme intéressé par la vie politique espagnole.